# Yoann Folly
Yoann Folly (ur. 6 czerwca 1985 w Paryżu) – togijski piłkarz występujący na pozycji pomocnika.

## Kariera klubowa
Folly rozpoczął zawodową karierę w sezonie 2003/2004 w angielskim Southamptonie, do którego dołączył z drużyny juniorskiej francuskiego AS Saint-Étienne. W Premier League zadebiutował 27 marca 2004 w wygranym 1:0 meczu z Tottenhamem Hotspur. W sezonie 2004/2005 przebywał na dwóch miesięcznych wypożyczeniach w zespołach Championship – Nottingham Forest oraz Preston North End. Natomiast Southampton zajął 20. miejsce w Premier League i spadł do Championship. 
W styczniu 2006 Folly odszedł do ligowego rywala, Sheffield Wednesday i spędził tam dwa lata. W styczniu 2008 został zawodnikiem Plymouth Argyle, także grającego w Championship. W lutym 2010 był stamtąd wypożyczony do Dagenham & Redbridge z League Two.
W połowie 2010 roku przeszedł do szkockiego Aberdeen. Swój pierwszy mecz w Scottish Premier League rozegrał 14 sierpnia 2010 przeciwko Hamilton Academical (4:0). Z kolei 26 grudnia 2010 w wygranym 2:1 spotkaniu z Hibernian F.C. strzelił swojego jedynego gola w ligowej karierze. 1 stycznia 2011 w zremisowanym 1:1 pojedynku z Dundee United złamał kostkę, przez co w sezonie 2010/2011 nie zagrał już w żadnym meczu. W następnym również nie rozegrał żadnego spotkania, po czym zakończył karierę.

## Statystyki
| Rozgrywki               | Poziom | Kraj    | Mecze | Bramki |
| ----------------------- | ------ | ------- | ----- | ------ |
| Premier League          | I      | Anglia  | 12    | 0      |
| Championship            | II     | Anglia  | 80    | 0      |
| League Two              | IV     | Anglia  | 7     | 0      |
| Scottish Premier League | I      | Szkocja | 18    | 1      |

## Kariera reprezentacyjna
Folly grał w młodzieżowych reprezentacjach Francji na szczeblu U-17 oraz U-21. W 2002 roku został powołany do kadry U-17 na mistrzostwa Europy, zakończone przez Francję wywalczeniem wicemistrzostwa.
W reprezentacji Togo Folly wystąpił jeden raz, 20 sierpnia 2008 w przegranym 1:2 towarzyskim meczu z Demokratyczną Republiką Konga.